# Kapitalstock
Kapitalstocken eller nationalförmögenheten är det totala värdet av allt kapital i samhället, det vill säga maskiner, fastigheter, fordon, boskap, myntmetall och så vidare. Den årliga värdeminskningen av kapitalstocken kallas kapitalförslitning. Kapitalstocken ökar genom investeringar.